# Ciclohexilamină
Ciclohexilamina este un compus organic din clasa aminelor alifatice. Este un lichid incolor, cu miros de pește, miscibil cu apa. Este o bază slabă, dar mai tare decât analogul său aromatic, anilina.

## Obținere
Ciclohexilamina este obținută pe două căi, prima fiind reacția de hidrogenare completă a anilinei utilizând catalizator metalic de cobalt sau nichel:
{\displaystyle {\ce {C6H5NH2 + 3 H2 -> C6H11NH2}}}
A doua metodă de obținere este reacția de alchilare a amoniacului cu ciclohexanol.
{\displaystyle {\ce {C6H11OH + NH3 -> C6H11NH2 + H2O}}}